# Izalco (sopka)
Izalco je v současnosti již neaktivní stratovulkán nacházející se v Salvadoru v blízkosti stejnojmenného města Izalco v departementu Sonsanate. Sopka se vyvinula jako parazitický kužel nedalekého stratovulkánu Santa Ana. Svoji činnost započala v roce 1770, poslední erupce se odehrála v říjnu 1996. Během doby své aktivity patřila k nejaktivnějším sopkám v Salvadoru, známá též jako El Faro del Pacífico (česky Pacifický maják) díky pravidelné téměř neustálé činnosti, lávové proudy bylo možno vidět až od pacifického pobřeží. Postupem času Izalco převýšilo okolní terén o 600 metrů, nadmořská výška vrcholu je 1950 m n. m.
Masiv vulkánu je převážně tvořen andezitovými a bazaltovými lávami a pyroklastikami. Jejich složení je geochemicky odlišné od láv sousední sopky Santa Ana. V současnosti je jediným projevem sopečné činnosti Izalca výskyt fumarol.

## Fotogalerie

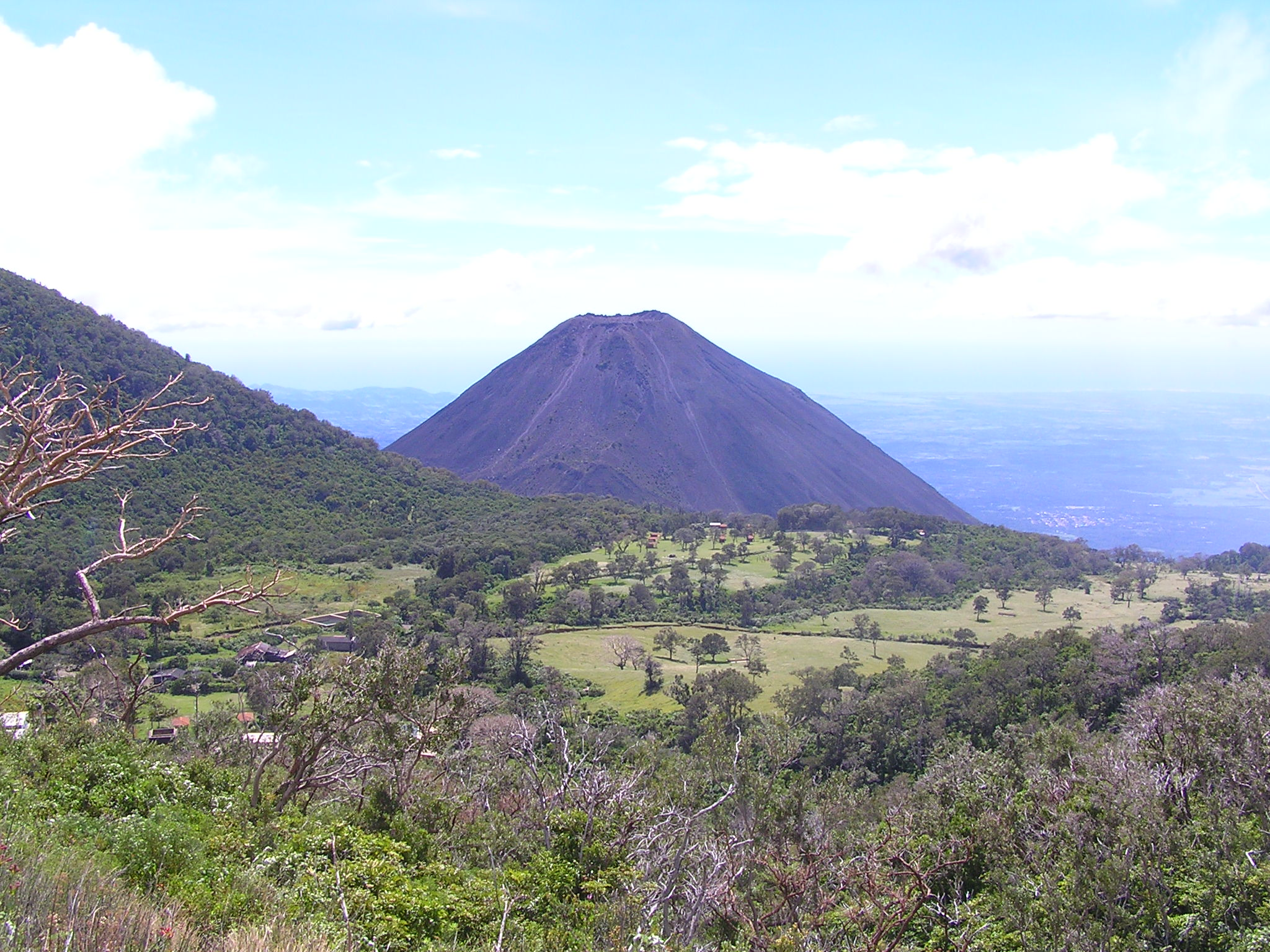
Izalco (v levé části fotografie je sopka Santa Ana)
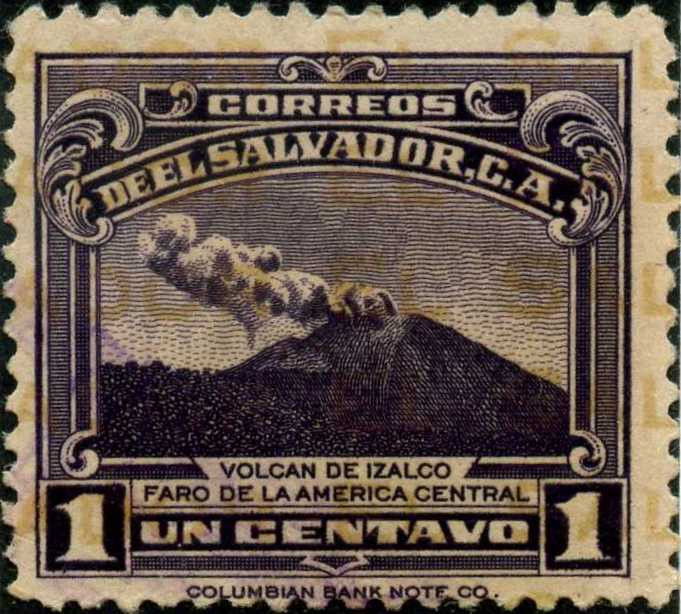
Izalco na staré salvadorské poštovní známce
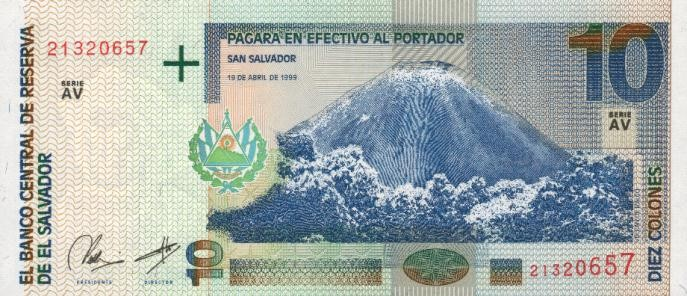
Izalco na reversní straně bankovky bývalé salvadorské měny